# Lakkondanahalli, Alur
Lakkondanahalli là một làng thuộc tehsil Alur, huyện Hassan, bang Karnataka, Ấn Độ.